# Frédérique-Louise de Hesse-Darmstadt
Titre
Reine consort de Prusse, électrice consort de Brandebourg et princesse consort de Neuchâtel
17 août 1786 – 17 novembre 1797
(11 ans et 3 mois)
Frédérique-Louise de Hesse-Darmstadt, née le 16 octobre 1751 à Prenzlau, morte le 25 février 1805 à Berlin, est reine consort de Prusse, comme seconde épouse du roi Frédéric-Guillaume II, puis reine douairière après la mort de ce dernier en 1797.

## Biographie
Fille de Louis IX, Landgrave de Hesse-Darmstadt et de Caroline de Palatinat-Deux-Ponts-Birkenfeld, "la grande Landgravine", une des rares femmes que le roi Frédéric II de Prusse respectait.
La princesse Frédérique épouse Frédéric-Guillaume de Prusse le 14 juillet 1769, immédiatement après son divorce d'Élisabeth-Christine-Ulrique de Brunswick-Wolfenbüttel. Le roi est alors franchement polygame et a de nombreuses maîtresses.
Ensemble, ils ont les enfants suivants :
- Frédéric-Guillaume III de Prusse épouse en 1793 Louise de Mecklembourg-Strelitz (1776-1810)
- Christine de Prusse
- Louis-Charles de Prusse (1773-1796) épouse en 1793 Frédérique de Mecklembourg-Strelitz (1778-1841)
- Wilhelmine de Prusse, épouse en 1791 Guillaume Ier des Pays-Bas (1772-1843).
- Henri-Charles de Prusse
- Augusta de Prusse (1780-1841), épouse en 1797 Guillaume II, landgrave puis Électeur de Hesse-Cassel (1777-1847)
- Charles de Prusse
- Guillaume de Prusse

La reine réside avec ses enfants au château de Monbijou et meurt à Berlin.